# Mahāvidyā

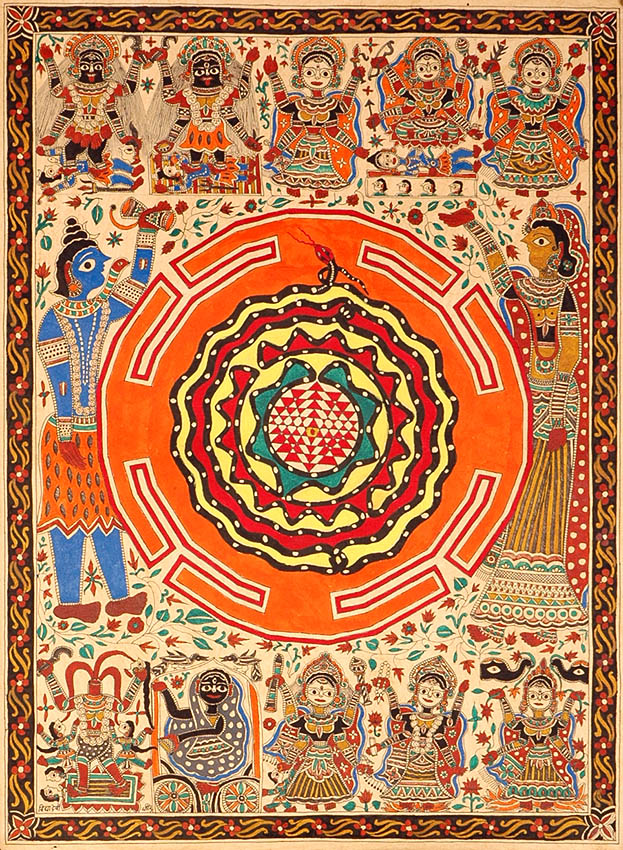
Lo Śrī-yantra con intorno il serpente arrotolato e le dieci Mahāvidyā, ai lati Śiva e Śakti.

Le Mahāvidyā ("Grande Conoscenza") sono un gruppo di dieci dee dell'Induismo, i dieci oggetti della conoscenza trascendente.

## Generalità
Le Mahāvidyā sono divinità femminili proprie del tantrismo, e rappresentano il ciclo del tempo suddiviso in dieci stadi. Ognuno di questi stadi è associato a una particolare capacità di Śiva, una sua śakti: quelle che consentono all'universo di evolversi, di pulsare. Questi dieci aspetti del Suo potere, personificati appunto nelle dieci dee, sono denominate anche i "dieci oggetti della conoscenza trascendente", in quanto fonte di tutto ciò che può essere conosciuto. Rappresentano altresì i differenti aspetti della notte divina.
Le Mahāvidyā sono:
- Kālī
prima dea delle Mahāvidyā: la Distruttrice

- Tārā
seconda dea delle Mahāvidyā: la Stella

- Śoḍashī
terza dea delle Mahāvidyā: la Sedicenne

- Bhuvaneśvarī
quarta dea delle Mahāvidyā: la Signora dell'Universo

- Chinnamastā
quinta dea delle Mahāvidyā: la Decapitata

- Bhairavī
sesta dea delle Mahāvidyā: la Terribile

- Dhūmāvatī
settima dea delle Mahāvidyā: la Fumante

- Bagalamukhī
ottava dea delle Mahāvidyā: l'Ingannevole

- Matāngī
nona dea delle Mahāvidyā: la Potenza dell'Elefante

- Kamalā
decima dea delle Mahāvidyā: la Ragazza del Loto